# Westhill Development
Westhill Development Ltd este o companie de investiții și dezvoltare imobiliară care se axează în special pe noile piețe europene, având sedii în Londra, București și Sofia.
În luna mai 2008, compania a început lucrările de construcție pentru dezvoltarea centrului comercial Crizantema Plaza, din Târgoviște ce urmează a fi deschis la finele lui 2009, prin investiții de peste 60 milioane Euro.